# Window of the World

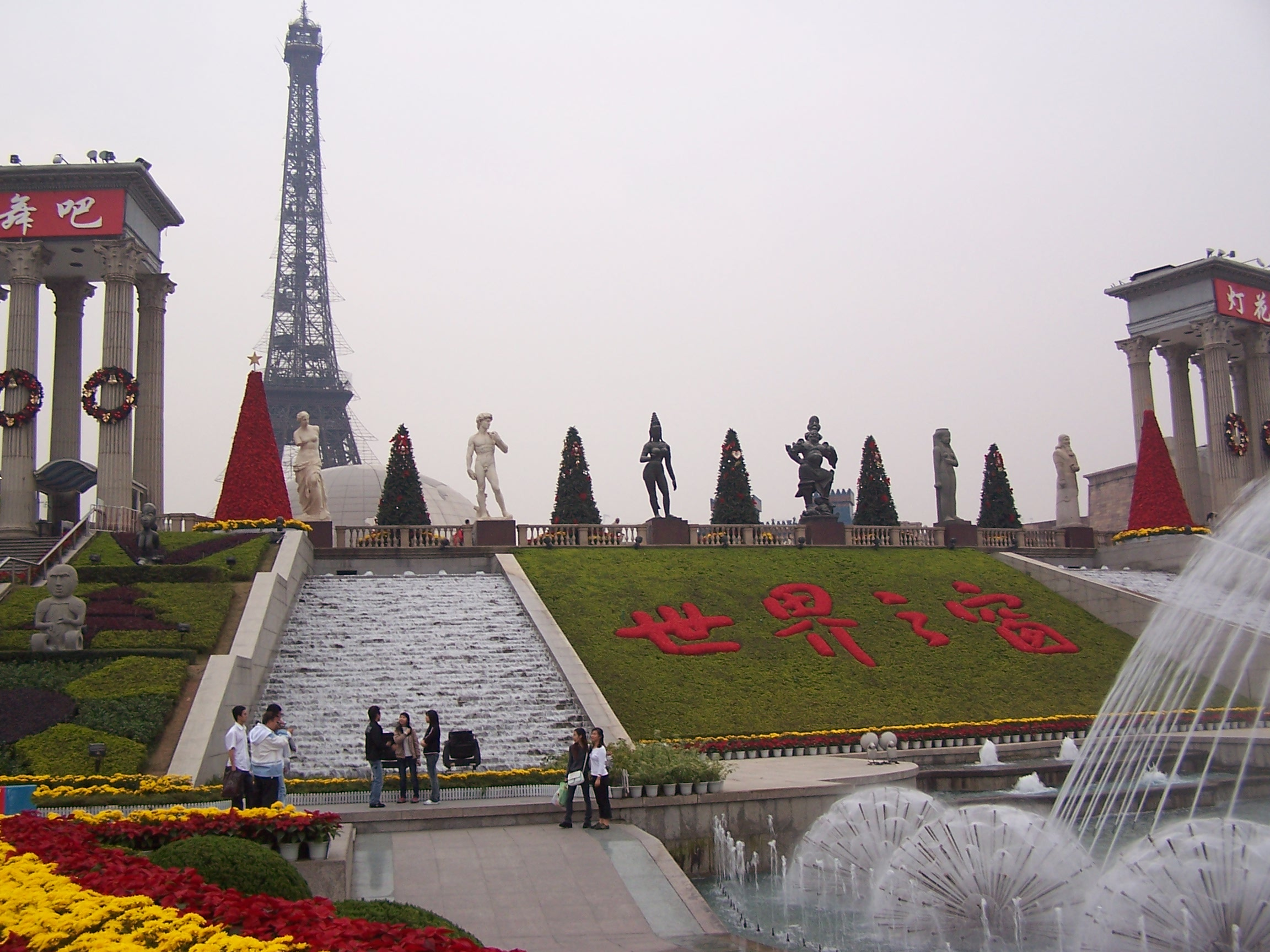
Window of the World

Window of the World – park rozrywki położony w zachodniej części miasta Shenzhen, w Chińskiej Republice Ludowej. Znajduje się tu około 130 replik najbardziej znanych atrakcji turystycznych na świecie, na obszarze 48 ha (480 000 m²). Do głównych atrakcji parku należy 108-metrowa replika Wieży Eiffla, która góruje nad parkiem oraz Piramidy i Tadż Mahal.